# Linia kolejowa nr 218
Linia kolejowa nr 218 Prabuty – Kwidzyn – drugorzędna, jedno- i dwutorowa, normalnotorowa linia kolejowa w województwie pomorskim łącząca stacje Prabuty oraz Kwidzyn. Poza odcinkiem do kilometra 32,400 linia jest niezelektryfikowana.